# Jenny-Wanda Barkmannová
Jenny-Wanda Barkmannová (30. května 1922 Hamburk – 4. července 1946 Gdaňsk) byla během druhé světové války dozorkyně v koncentračním táboře Stutthof. Pro její krásu, ale zároveň krutost a bezcitnost byla vězni přezdívaná „Krásný přízrak“.

## Biografie
Narodila se a dětství strávila v Hamburku. V roce 1944 se stala dozorkyní v ženské části koncentračního tábora Stutthof, kde brutálně týrala vězně, někdy až k smrti. Účastnila se také selekcí žen a dětí do plynových komor.
Barkmannová z tábora utekla, když se přiblížila sovětská armáda. Byla zatčena v květnu roku 1945, když se pokoušela opustit vlakové nádraží v Gdaňsku. Byla obžalována v procesu Stutthof a spolu s dalšími obžalovanými odsouzena k smrti za své zločiny v táboře. Poté, co byla shledána vinnou, prý prohlásila: „Život je opravdu radost a potěšení jsou obvykle krátká.“  Trest byl vykonán 4. července 1946 na kopci poblíž Gdaňsku, kde byla oběšena společně s deseti dalšími odsouzenými.

## Odkazy

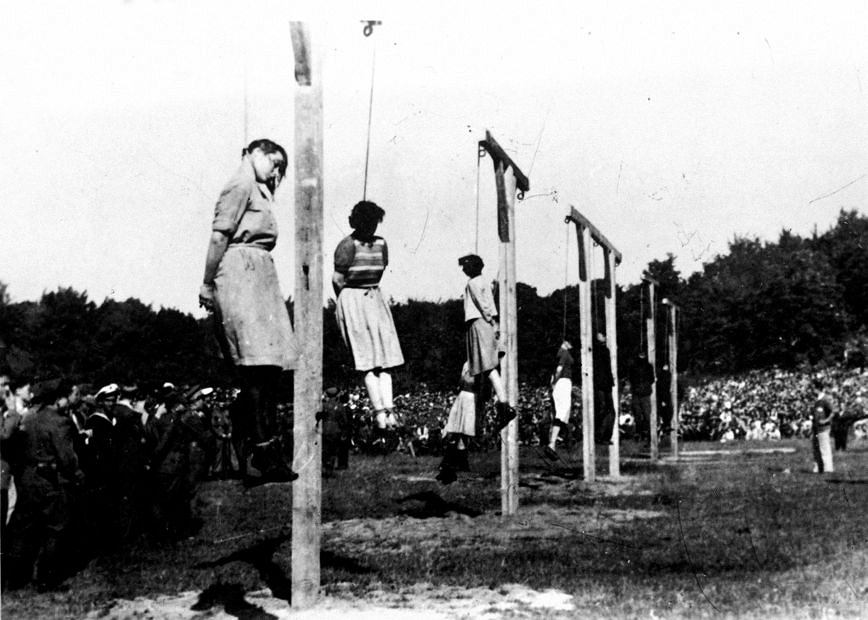
Poprava stráží koncentračního tábora Stutthof dne 4. července 1946. Barkmannová je první zleva